# Timurid-dynastiet
Timuriderne  var et tyrkisk dynasti i Iran, som blev etableret af emiren af Kesh (Shahrisabz), kendt som Timur Lenk. Timur erobrede store dele af Transoxanien fra 1363 og frem over med forskellige alliancer (Samarkand i 1366, Balkh i 1369), og blev anerkendt som hersker over dem i 1370. Officielt optrådte han i navnet for de mongolske chagatai-uluer og underlagde sig Mongolistan og Khwarazmia i årene, som fulgte, og begyndte en kampagne vest over i 1380. I 1389 havde han fjernet kartiderne fra Afghanistan (Herat) og rykkede ind i Iran og Irak fra 1382 (erobrede Isfahan i 1387, fjernede muzaffariderne fra Shiraz i 1393 og kastede jalayriderne ud af Bagdad). I 1394/95 triumferede han over Den Gyldne Horde og påtvang sit herredømme i Kaukasus. Han underlagde sig det nordlige Indien i 1398 og okkuperede Delhi. I 1400/01 tog han Aleppo, Damaskus og det østlige Anatolien, ødelagde Bagdad i 1401 og triumferede over osmanerne ved Ankara i 1402. Han gjorde Samarkand til "verdens centrum". 

## Herskerne i timuride-dynastiet
| År        | Shah             | Bemærkninger    |
| 1369-1405 | Timur Lenk       |                 |
| 1405-1408 | Miran Shah       |                 |
| 1408-1447 | Shah Rukh        |                 |
| 1447-1449 | Ulugh Beg        |                 |
| 1449-1450 | Abdul Latif      | Delt, 1449-1502 |
| 1452-1468 | Abu Sa'id        |                 |
| 1468-1506 | Hussein Bayqara  |                 |
| 1497-1512 | Zahiruddin Babur |                 |